# Šulova půda
Šulova půda je tekutá kultivační půda, která se používá k pěstování mykobakterií (Mycobacterium). Tyto bakterie jsou původci vážných nemocí, jako je lepra a TBC. Šulova půda je obohacená bovinním sérem, tedy upravenou hovězí krví.